# Семонконг
Семонконг (англ. Semonkong) — містечко в центрі Лесото, що розташоване в районі Масеру, засноване у 1880-х. Населення населеного пункту у 2006 році становило 7 781 особу. Тут знаходиться водоспад Малецун'яне і гора Таба Пуцоа висотою 3096 м.